# Deportes olímpicos

Bandera olímpica.

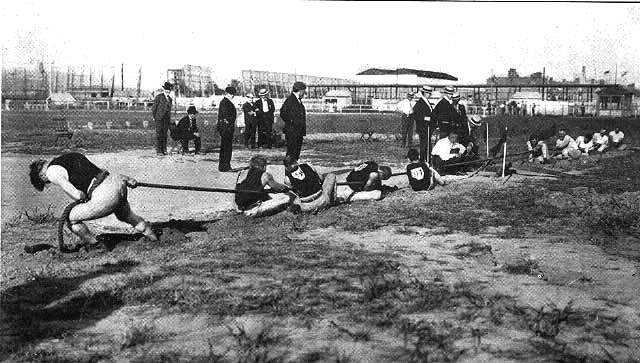
Juego de la soga, en los Juegos Olímpicos de San Luis 1904.

Los deportes olímpicos son todos aquellos deportes disputados en los Juegos Olímpicos de verano o invierno. Desde 2008, los Juegos Olímpicos de Verano han incluido 28 deportes permanentes, con 36 disciplinas y aproximadamente 300 competiciones, mientras que los de Invierno han incluido 7 deportes con 15 disciplinas y aproximadamente 80 competiciones. En las olimpíadas de verano de Los Ángeles 2028 se han incluido 35 deportes con disciplinas todavía por determinar. El número y el tipo de competiciones puede cambiar ligeramente de unos Juegos a otros.

## Deportes o disciplinas y competiciones
El Comité Olímpico Internacional (COI) hace una distinción entre deportes, disciplinas y competiciones.
En términos olímpicos, un deporte es una sola disciplina, o un grupo de ellas, representada por una organización deportiva internacional [cita requerida] —así, por ejemplo, los deportes acuáticos, representados a nivel olímpico por la Federación Internacional de Natación, son un deporte olímpico que incluye las disciplinas de natación, natación artística, salto y waterpolo (en los Juegos Olímpicos, la natación a aguas abiertas es manejada por la Unión Internacional de Triatlón) —. Hay al menos dos competiciones o pruebas (masculina y femenina) por deporte o disciplina —salvo en Deportes ecuestres, que son pruebas mixtas— y se conceden medallas en cada prueba. Por otra parte, las disciplinas deportivas que tienen pruebas exclusivamente femeninas son; 110 metros vallas, barras asimétricas, viga de equilibrio, Sóftbol, gimnasia rítmica, natación artística, heptatlón; pistola 25 metros, vela (Clase 470, Láser radial, RS:X, Elliott 6m.).
Los cinco deportes tradicionales de los Juegos Olímpicos de Verano son el atletismo, la gimnasia, la natación, el esgrima y el ciclismo. Sin embargo, durante la mayor parte del siglo XX, deportes de exhibición fueron incluidos en muchos Juegos Olímpicos, generalmente para promover un deporte no olímpico popular en la sede o para calibrar el interés y el apoyo a ese deporte. Algunos deportes, como el curling, fueron añadidos posteriormente al programa olímpico oficial. Esto cambió cuando el Comité Olímpico Internacional decidió en 1989 eliminar los deportes de exhibición para después de Barcelona 92.

## Los Juegos Olímpicos de Verano

### Programa olímpico actual
Los siguientes deportes constituyen el programa actual de los Juegos Olímpicos de Verano y están ordenados alfabéticamente, según el nombre usado por el COI. Las cifras en cada casilla indican el número de competiciones de cada deporte que se disputaron en los respectivos Juegos; un punto denota que el deporte fue disputado como deporte de exhibición. En cursiva, los deportes realizados durante los Juegos Intercalados en 1906, que actualmente no son reconocidos por el COI.
Algunas autoridades deportivas tienen múltiples disciplinas, que se agrupan bajo el mismo color:
     FIBA –
     WBSC –
     UCI –
     FIG –
     FILA –
     FINA –
     ICF –
     FIVB
| Deporte (Disciplina)       | Deporte (Disciplina)  | Organización          | 96 | 00 | 04 | 06 | 08  | 12  | 20  | 24  | 28  | 32  | 36  | 48  | 52  | 56  | 60  | 64  | 68  | 72  | 76  | 80  | 84  | 88  | 92  | 96  | 00  | 04  | 08  | 12  | 16  | 20  | 24  | 28 |
| -------------------------- | --------------------- | --------------------- | -- | -- | -- | -- | --- | --- | --- | --- | --- | --- | --- | --- | --- | --- | --- | --- | --- | --- | --- | --- | --- | --- | --- | --- | --- | --- | --- | --- | --- | --- | --- | -- |
| Atletismo                  |                       | IAAF                  | 12 | 23 | 25 | 21 | 26  | 30  | 29  | 27  | 27  | 29  | 29  | 33  | 33  | 33  | 34  | 36  | 36  | 38  | 37  | 38  | 41  | 42  | 43  | 44  | 46  | 46  | 47  | 47  | 47  | 48  | 48  | 48 |
| Bádminton                  |                       | BWF                   |    |    |    |    |     |     |     |     |     |     |     |     |     |     |     |     |     | 4•  |     |     |     | 5•  | 4   | 5   | 5   | 5   | 5   | 5   | 5   | 5   | 5   | 5  |
| Baloncesto                 |                       | FIBA                  |    |    | 1• |    |     |     |     | 1•  |     |     | 1   | 1   | 1   | 1   | 1   | 1   | 1   | 1   | 2   | 2   | 2   | 2   | 2   | 2   | 2   | 2   | 2   | 2   | 2   | 2   | 2   | 2  |
| Baloncesto 3x3             |                       | FIBA                  |    |    |    |    |     |     |     |     |     |     |     |     |     |     |     |     |     |     |     |     |     |     |     |     |     |     |     |     |     | 2   | 2   | 2  |
| Balonmano                  |                       | IHF                   |    |    |    |    |     |     |     |     |     |     | 1   |     | 1•  |     |     |     |     | 1   | 2   | 2   | 2   | 2   | 2   | 2   | 2   | 2   | 2   | 2   | 2   | 2   | 2   | 2  |
| Béisbol                    |                       | WBSC                  |    |    | 1• |    |     | 1•  |     | 1•  |     |     | 1•  |     |     | 1•  |     | 1•  |     |     |     |     | 1•  | 1•  | 1   | 1   | 1   | 1   | 1   |     |     | 1   |     | 1  |
| Boxeo                      |                       |                       |    | 7  |    | 5  |     | 8   | 8   | 8   | 8   | 8   | 8   | 10  | 10  | 10  | 10  | 11  | 11  | 11  | 11  | 12  | 12  | 12  | 12  | 12  | 11  | 11  | 13  | 13  | 13  | 13  | 14  | 14 |
| Ciclismo BMX (carrera)     |                       | UCI                   |    |    |    |    |     |     |     |     |     |     |     |     |     |     |     |     |     |     |     |     |     |     |     |     |     |     | 2   | 2   | 2   | 2   | 2   | 2  |
| Ciclismo BMX (freestyle)   |                       | UCI                   |    |    |    |    |     |     |     |     |     |     |     |     |     |     |     |     |     |     |     |     |     |     |     |     |     |     |     |     |     | 2   | 2   | 2  |
| Ciclismo de montaña        |                       | UCI                   |    |    |    |    |     |     |     |     |     |     |     |     |     |     |     |     |     |     |     |     |     |     |     | 2   | 2   | 2   | 2   | 2   | 2   | 2   | 2   | 2  |
| Ciclismo en pista          |                       | UCI                   | 5  | 3  | 7  | 5  | 7   |     | 4   | 4   | 4   | 4   | 4   | 4   | 4   | 4   | 4   | 5   | 5   | 5   | 4   | 4   | 5   | 6   | 7   | 8   | 12  | 12  | 10  | 10  | 10  | 12  | 12  | 12 |
| Ciclismo en ruta           |                       | UCI                   | 1  |    |    | 1  |     | 2   | 2   | 2   | 2   | 2   | 2   | 2   | 2   | 2   | 2   | 2   | 2   | 2   | 2   | 2   | 3   | 3   | 3   | 4   | 4   | 4   | 4   | 4   | 4   | 4   | 4   | 4  |
| Críquet                    |                       | ICC                   |    | 1  |    |    |     |     |     |     |     |     |     |     |     |     |     |     |     |     |     |     |     |     |     |     |     |     |     |     |     |     |     | 2  |
| Ecuestre                   |                       | FEI                   |    | 5  |    |    |     | 5   | 7   | 5   | 6   | 6   | 6   | 6   | 6   | 6   | 5   | 6   | 6   | 6   | 6   | 6   | 6   | 6   | 6   | 6   | 6   | 6   | 6   | 6   | 6   | 6   | 6   | 6  |
| Escalada deportiva         |                       | IFSC                  |    |    |    |    |     |     |     |     |     |     |     |     |     |     |     |     |     |     |     |     |     |     |     |     |     |     |     |     |     | 2   | 4   | 4  |
| Esgrima                    |                       | FIE                   | 3  | 7  | 5  | 8  | 4   | 5   | 6   | 7   | 7   | 7   | 7   | 7   | 7   | 7   | 8   | 8   | 8   | 8   | 8   | 8   | 8   | 8   | 8   | 10  | 10  | 10  | 10  | 10  | 10  | 12  | 12  | 12 |
| Fútbol                     |                       | FIFA                  |    | 1  | 1  | 1  | 1   | 1   | 1   | 1   | 1   |     | 1   | 1   | 1   | 1   | 1   | 1   | 1   | 1   | 1   | 1   | 1   | 1   | 1   | 2   | 2   | 2   | 2   | 2   | 2   | 2   | 2   | 2  |
| Fútbol bandera             |                       | IFAF                  |    |    |    |    |     |     |     |     |     |     |     |     |     |     |     |     |     |     |     |     |     |     |     |     |     |     |     |     |     |     |     | 2  |
| Gimnasia artística         |                       | FIG                   | 8  | 1  | 11 | 4  | 2   | 4   | 4   | 9   | 8   | 11  | 9   | 9   | 15  | 15  | 14  | 14  | 14  | 14  | 14  | 14  | 14  | 14  | 14  | 14  | 14  | 14  | 14  | 14  | 14  | 14  | 14  | 14 |
| Gimnasia en trampolín      |                       | FIG                   |    |    |    |    |     |     |     |     |     |     |     |     |     |     |     |     |     |     |     |     |     |     |     |     | 2   | 2   | 2   | 2   | 2   | 2   | 2   | 2  |
| Gimnasia rítmica           |                       | FIG                   |    |    |    |    |     |     |     |     |     |     |     |     |     |     |     |     |     |     |     |     | 1   | 1   | 1   | 2   | 2   | 2   | 2   | 2   | 2   | 2   | 2   | 2  |
| Golf                       |                       | IGF (en)              |    | 2  | 2  |    |     |     |     |     |     |     |     |     |     |     |     |     |     |     |     |     |     |     |     |     |     |     |     |     | 2   | 2   | 2   | 2  |
| Halterofilia               |                       | IWF                   | 2  |    | 2  | 2  |     |     | 5   | 5   | 5   | 5   | 5   | 6   | 7   | 7   | 7   | 7   | 7   | 9   | 9   | 10  | 10  | 10  | 10  | 10  | 15  | 15  | 15  | 15  | 15  | 14  | 10  | 10 |
| Hockey sobre césped        |                       | FIH                   |    |    |    |    | 1   |     | 1   |     | 1   | 1   | 1   | 1   | 1   | 1   | 1   | 1   | 1   | 1   | 1   | 2   | 2   | 2   | 2   | 2   | 2   | 2   | 2   | 2   | 2   | 2   | 2   | 2  |
| Judo                       |                       | IJF                   |    |    |    |    |     |     |     |     |     |     |     |     |     |     |     | 4   |     | 6   | 6   | 8   | 8   | 7   | 14  | 14  | 14  | 14  | 14  | 14  | 14  | 15  | 15  | 15 |
| Lacrosse                   |                       | FIL                   |    |    | 1  |    | 1   |     |     |     | 1•  | 1•  |     | 1•  |     |     |     |     |     |     |     |     |     |     |     |     |     |     |     |     |     |     |     | 2  |
| Lucha grecorromana         |                       | FILA                  | 1  |    |    | 4  | 4   | 5   | 5   | 6   | 6   | 7   | 7   | 8   | 8   | 8   | 8   | 8   | 8   | 10  | 10  | 10  | 10  | 10  | 10  | 10  | 8   | 7   | 7   | 7   | 6   | 6   | 6   | 6  |
| Lucha libre                |                       | FILA                  |    |    | 7  |    | 5   |     | 5   | 7   | 7   | 7   | 7   | 8   | 8   | 8   | 8   | 8   | 8   | 10  | 10  | 10  | 10  | 10  | 10  | 10  | 8   | 11  | 11  | 11  | 12  | 12  | 12  | 12 |
| Natación                   |                       | FINA                  | 4  | 7  | 9  | 4  | 6   | 9   | 10  | 11  | 11  | 11  | 11  | 11  | 11  | 13  | 15  | 18  | 29  | 29  | 26  | 26  | 29  | 31  | 31  | 32  | 32  | 32  | 32  | 32  | 32  | 35  | 35  | 35 |
| Natación artística         |                       | FINA                  |    |    |    |    |     |     |     |     |     |     |     |     |     |     |     |     |     |     |     |     | 2   | 2   | 2   | 1   | 2   | 2   | 2   | 2   | 2   | 2   | 2   | 2  |
| Natación en aguas abiertas |                       | FINA                  |    |    |    |    |     |     |     |     |     |     |     |     |     |     |     |     |     |     |     |     |     |     |     |     |     |     | 2   | 2   | 2   | 2   | 2   | 2  |
| Pentatlón moderno          |                       | UIPM                  |    |    |    |    |     | 1   | 1   | 1   | 1   | 1   | 1   | 1   | 2   | 2   | 2   | 2   | 2   | 2   | 2   | 2   | 2   | 2   | 2   | 1   | 2   | 2   | 2   | 2   | 2   | 2   | 2   | 2  |
| Piragüismo en eslalon      |                       | ICF                   |    |    |    |    |     |     |     |     |     |     |     |     |     |     |     |     |     | 4   |     |     |     |     | 4   | 4   | 4   | 4   | 4   | 4   | 4   | 4   | 6   | 6  |
| Piragüismo en esprint      |                       | ICF                   |    |    |    |    |     |     |     | 6•  |     |     | 9   | 9   | 9   | 9   | 7   | 7   | 7   | 7   | 11  | 11  | 12  | 12  | 12  | 12  | 12  | 12  | 12  | 12  | 12  | 12  | 10  | 10 |
| Remo                       |                       | FISA                  |    | 5  | 5  | 6  | 4   | 4   | 5   | 7   | 7   | 7   | 7   | 7   | 7   | 7   | 7   | 7   | 7   | 7   | 14  | 14  | 14  | 14  | 14  | 14  | 14  | 14  | 14  | 14  | 14  | 14  | 14  | 14 |
| Rugby 7                    |                       | WR                    |    |    |    |    |     |     |     |     |     |     |     |     |     |     |     |     |     |     |     |     |     |     |     |     |     |     |     |     | 2   | 2   | 2   | 2  |
| Saltos                     |                       | FINA                  |    |    | 2  | 1  | 2   | 4   | 5   | 5   | 4   | 4   | 4   | 4   | 4   | 4   | 4   | 4   | 4   | 4   | 4   | 4   | 4   | 4   | 4   | 4   | 8   | 8   | 8   | 8   | 8   | 8   | 8   | 8  |
| Skateboarding              |                       | WS (en)               |    |    |    |    |     |     |     |     |     |     |     |     |     |     |     |     |     |     |     |     |     |     |     |     |     |     |     |     |     | 4   | 4   | 4  |
| Sóftbol                    |                       | WBSC                  |    |    |    |    |     |     |     |     |     |     |     |     |     |     |     |     |     |     |     |     |     |     |     | 1   | 1   | 1   | 1   |     |     | 1   |     | 1  |
| Squash                     |                       | WSF (en)              |    |    |    |    |     |     |     |     |     |     |     |     |     |     |     |     |     |     |     |     |     |     |     |     |     |     |     |     |     |     |     | 2  |
| Surf                       |                       | ISA                   |    |    |    |    |     |     |     |     |     |     |     |     |     |     |     |     |     |     |     |     |     |     |     |     |     |     |     |     |     | 2   | 2   | 2  |
| Taekwondo                  |                       | WTF                   |    |    |    |    |     |     |     |     |     |     |     |     |     |     |     |     |     |     |     |     |     | 8•  | 8•  |     | 8   | 8   | 8   | 8   | 8   | 8   | 8   | 8  |
| Tenis                      |                       | ITF                   | 2  | 4  | 2  | 4  | 6   | 8   | 5   | 5   |     |     |     |     |     |     |     |     | 4•  |     |     |     | 5•  | 4   | 4   | 4   | 4   | 4   | 4   | 5   | 5   | 5   | 5   | 5  |
| Tenis de mesa              |                       | ITTF                  |    |    |    |    |     |     |     |     |     |     |     |     |     |     |     |     |     |     |     |     |     | 4   | 4   | 4   | 4   | 4   | 4   | 4   | 4   | 5   | 5   | 5  |
| Tiro                       |                       | ISSF                  | 5  | 8  |    | 16 | 15  | 17  | 21  | 10  |     | 2   | 3   | 4   | 7   | 7   | 6   | 6   | 7   | 8   | 7   | 7   | 11  | 13  | 13  | 15  | 17  | 17  | 15  | 15  | 15  | 15  | 15  | 15 |
| Tiro con arco              |                       | FITA                  |    | 7  | 6  |    | 3   |     | 10  |     |     |     |     |     |     |     |     |     |     | 2   | 2   | 2   | 2   | 4   | 4   | 4   | 4   | 4   | 4   | 4   | 4   | 5   | 5   | 5  |
| Triatlón                   |                       | ITU                   |    |    |    |    |     |     |     |     |     |     |     |     |     |     |     |     |     |     |     |     |     |     |     |     | 2   | 2   | 2   | 2   | 2   | 3   | 3   | 3  |
| Vela                       |                       | ISAF                  |    | 13 |    |    | 4   | 4   | 14  | 3   | 3   | 4   | 4   | 5   | 5   | 5   | 5   | 5   | 5   | 6   | 6   | 6   | 7   | 8   | 10  | 10  | 11  | 11  | 11  | 10  | 10  | 10  | 10  | 10 |
| Voleibol                   |                       | FIVB                  |    |    |    |    |     |     |     | 2•  |     |     |     |     |     |     |     | 2   | 2   | 2   | 2   | 2   | 2   | 2   | 2   | 2   | 2   | 2   | 2   | 2   | 2   | 2   | 2   | 2  |
| Vóley playa                |                       | FIVB                  |    |    |    |    |     |     |     |     |     |     |     |     |     |     |     |     |     |     |     |     |     |     |     | 2   | 2   | 2   | 2   | 2   | 2   | 2   | 2   | 2  |
| Waterpolo                  |                       | FINA                  |    | 1  | 1  |    | 1   | 1   | 1   | 1   | 1   | 1   | 1   | 1   | 1   | 1   | 1   | 1   | 1   | 1   | 1   | 1   | 1   | 1   | 1   | 1   | 2   | 2   | 2   | 2   | 2   | 2   | 2   | 2  |
| Competiciones totales      | Competiciones totales | Competiciones totales | 43 | 95 | 95 | 78 | 110 | 102 | 156 | 126 | 109 | 117 | 129 | 136 | 149 | 151 | 150 | 163 | 172 | 195 | 198 | 203 | 221 | 237 | 257 | 271 | 300 | 301 | 302 | 302 | 306 | 339 | 329 |    |

### Deportes retirados del programa olímpico
Los siguientes deportes han sido parte del programa oficial de los Juegos Olímpicos de Verano, pero en la actualidad no se encuentran en el mismo. Las cifras en cada casilla indican el número de competiciones de cada deporte que se disputaron en los respectivos Juegos; un punto denota que el deporte fue disputado como deporte de exhibición. En azul se muestran los deportes que fueron retirados de los Juegos Olímpicos de Verano para luego ser traspasados los Juegos Olímpicos de Invierno, donde todavía se realizan. En cursiva, los deportes realizados durante los Juegos Intercalados en 1906, que actualmente no son reconocidos por el COI.
| Deporte                        | Deporte | 96 | 00 | 04 | 06 | 08 | 12 | 20 | 24 | 28 | 32 | 36 | 48 | 52 | 56 | 60 | 64 | 68  | 72 | 76 | 80 | 84 | 88 | 92 | 96 | 00 | 04 | 08 | 12 | 16 | 20 | 24 | 28 |
| ------------------------------ | ------- | -- | -- | -- | -- | -- | -- | -- | -- | -- | -- | -- | -- | -- | -- | -- | -- | --- | -- | -- | -- | -- | -- | -- | -- | -- | -- | -- | -- | -- | -- | -- | -- |
| Breaking                       |         |    |    |    |    |    |    |    |    |    |    |    |    |    |    |    |    |     |    |    |    |    |    |    |    |    |    |    |    |    |    | 2  |    |
| Croquet                        |         |    | 3  |    |    |    |    |    |    |    |    |    |    |    |    |    |    |     |    |    |    |    |    |    |    |    |    |    |    |    |    |    |    |
| Hockey sobre hielo             |         |    |    |    |    |    |    | 1  |    |    |    |    |    |    |    |    |    |     |    |    |    |    |    |    |    |    |    |    |    |    |    |    |    |
| Juego de palma                 |         |    | 1• |    |    | 1  |    |    | 1• |    |    |    |    |    |    |    |    |     |    |    |    |    |    |    |    |    |    |    |    |    |    |    |    |
| Karate                         |         |    |    |    |    |    |    |    |    |    |    |    |    |    |    |    |    |     |    |    |    |    |    |    |    |    |    |    |    |    | 8  |    |    |
| Motonáutica                    |         |    | 4• |    |    | 3  |    |    |    |    |    |    |    |    |    |    |    |     |    |    |    |    |    |    |    |    |    |    |    |    |    |    |    |
| Patinaje artístico sobre hielo |         |    |    |    |    | 4  |    | 3  |    |    |    |    |    |    |    |    |    |     |    |    |    |    |    |    |    |    |    |    |    |    |    |    |    |
| Pelota vasca                   |         |    | 1  |    |    |    |    |    | 1• |    |    |    |    |    |    |    |    | 10• |    |    |    |    |    | •  |    |    |    |    |    |    |    |    |    |
| Polo                           |         |    | 1  |    |    | 1  |    | 1  | 1  |    |    | 1  |    |    |    |    |    |     |    |    |    |    |    |    |    |    |    |    |    |    |    |    |    |
| Raquetbol                      |         |    |    |    |    | 2  |    |    |    |    |    |    |    |    |    |    |    |     |    |    |    |    |    |    |    |    |    |    |    |    |    |    |    |
| Roque                          |         |    |    | 1  |    |    |    |    |    |    |    |    |    |    |    |    |    |     |    |    |    |    |    |    |    |    |    |    |    |    |    |    |    |
| Rugby                          |         |    | 1  |    |    | 1  |    | 1  | 1  |    |    |    |    |    |    |    |    |     |    |    |    |    |    |    |    |    |    |    |    |    |    |    |    |
| Tira y afloja                  |         |    | 1  | 1  | 1  | 1  | 1  | 1  |    |    |    |    |    |    |    |    |    |     |    |    |    |    |    |    |    |    |    |    |    |    |    |    |    |

### Deportes de exhibición
Los siguientes deportes fueron de exhibición en los Juegos Olímpicos de Verano, pero dichos tipos de deportes fueron eliminados después de Barcelona 92:
| Deporte                 | 96 | 00 | 04 | 06 | 08 | 12 | 20 | 24 | 28 | 32 | 36 | 40 | 44 | 48 | 52 | 56 | 60 | 64 | 68 | 72 | 76 | 80 | 84 | 88 | 92 |
| ----------------------- | -- | -- | -- | -- | -- | -- | -- | -- | -- | -- | -- | -- | -- | -- | -- | -- | -- | -- | -- | -- | -- | -- | -- | -- | -- |
| Automovilismo           |    | 2• |    |    |    |    |    |    |    |    |    |    |    |    |    |    |    |    |    |    |    |    |    |    |    |
| Bastón de combate       |    |    |    |    |    |    |    | 1• |    |    |    |    |    |    |    |    |    |    |    |    |    |    |    |    |    |
| Bicipolo                |    |    |    |    | 1• |    |    |    |    |    |    |    |    |    |    |    |    |    |    |    |    |    |    |    |    |
| Bolas                   |    | 2• |    |    |    |    |    |    |    |    |    |    |    |    |    |    |    |    |    |    |    |    |    |    |    |
| Bolo americano          |    |    |    |    |    |    |    |    |    |    |    |    |    |    |    |    |    |    |    |    |    |    |    | •  |    |
| Budō                    |    |    |    |    |    |    |    |    |    |    |    |    |    |    |    |    |    | 1• |    |    |    |    |    |    |    |
| Colombofilia            |    | 1• |    |    |    |    |    |    |    |    |    |    |    |    |    |    |    |    |    |    |    |    |    |    |    |
| Globo aerostático       |    | 4• |    |    |    |    |    |    |    |    |    |    |    |    |    |    |    |    |    |    |    |    |    |    |    |
| Esquí acuático          |    |    |    |    |    |    |    |    |    |    |    |    |    |    |    |    |    |    |    | 2• |    |    |    |    |    |
| Fútbol americano        |    |    | 1• |    |    |    |    |    |    | 1• |    |    |    |    |    |    |    |    |    |    |    |    |    |    |    |
| Fútbol australiano      |    |    |    |    |    |    |    |    |    |    |    |    |    |    |    | 1• |    |    |    |    |    |    |    |    |    |
| Fútbol gaélico          |    |    | 1• |    |    |    |    |    |    |    |    |    |    |    |    |    |    |    |    |    |    |    |    |    |    |
| Gimnasia sueca          |    |    |    |    |    |    |    |    |    |    |    |    |    | 1• |    |    |    |    |    |    |    |    |    |    |    |
| Glima                   |    |    |    |    | 1• | 1• |    |    |    |    |    |    |    |    |    |    |    |    |    |    |    |    |    |    |    |
| Hockey sobre patines    |    |    |    |    |    |    |    |    |    |    |    |    |    |    |    |    |    |    |    |    |    |    |    |    | •  |
| Hurling                 |    |    | 1• |    |    |    |    |    |    |    |    |    |    |    |    |    |    |    |    |    |    |    |    |    |    |
| Kaatsen                 |    |    |    |    |    |    |    |    | 1• |    |    |    |    |    |    |    |    |    |    |    |    |    |    |    |    |
| Korfbal                 |    |    |    |    |    |    | 1• |    | 1• |    |    |    |    |    |    |    |    |    |    |    |    |    |    |    |    |
| Palma larga             |    | 2• |    |    |    |    |    |    |    |    |    |    |    |    |    |    |    |    |    |    |    |    |    |    |    |
| Pesäpallo               |    |    |    |    |    |    |    |    |    |    |    |    |    |    | 1• |    |    |    |    |    |    |    |    |    |    |
| Pesca con caña          |    | 1• |    |    |    |    |    |    |    |    |    |    |    |    |    |    |    |    |    |    |    |    |    |    |    |
| Salvamento y socorrismo |    | 3• |    |    |    |    |    |    |    |    |    |    |    |    |    |    |    |    |    |    |    |    |    |    |    |
| Savate                  |    |    |    |    |    |    |    | 1• |    |    |    |    |    |    |    |    |    |    |    |    |    |    |    |    |    |
| Tiro con cañón          |    | 3• |    |    |    |    |    |    |    |    |    |    |    |    |    |    |    |    |    |    |    |    |    |    |    |
| Vuelo sin motor         |    |    |    |    |    |    |    |    |    |    | 1• |    |    |    |    |    |    |    |    |    |    |    |    |    |    |

Vuelo sin motor fue incluido en 1936 en el programa oficial para los Juegos de 1940, pero estos fueron cancelados debido a la Segunda Guerra Mundial.

## Los Juegos Olímpicos de Invierno

### Programa olímpico actual
Los siguientes deportes (o disciplinas de un deporte) constituyen el programa actual de los Juegos Olímpicos de Invierno y están ordenados alfabéticamente, según el nombre usado por el COI. Las cifras en cada casilla indican el número de competiciones de cada deporte que se disputaron en los respectivos Juegos (las columnas azules y en cursiva indican que esos deportes se disputaron en los Juegos Olímpicos de Verano); un punto denota que el deporte fue disputado como deporte de exhibición. En algunas ocasiones, tanto competiciones oficiales como competiciones de exhibición se disputaron en el mismo deporte en los mismos Juegos.
Tres de los siete deportes olímpicos de invierno tienen múltiples disciplinas, que se agrupan bajo el mismo color:
     Bobsleigh —      Esquí —      Patinaje
| Deporte (Disciplina)                 | Deporte (Disciplina)  | Organización          | 08 | 20 | 24 | 28 | 32  | 36 | 48 | 52 | 56 | 60 | 64 | 68 | 72 | 76 | 80 | 84 | 88 | 92  | 94 | 98 | 02 | 06 | 10 | 14 | 18  |
| ------------------------------------ | --------------------- | --------------------- | -- | -- | -- | -- | --- | -- | -- | -- | -- | -- | -- | -- | -- | -- | -- | -- | -- | --- | -- | -- | -- | -- | -- | -- | --- |
| Biatlón                              |                       | IBU                   |    |    | 1  | •  |     | •  | •  |    |    | 1  | 1  | 2  | 2  | 2  | 3  | 3  | 3  | 6   | 6  | 6  | 8  | 10 | 10 | 11 | 11  |
|                                      |                       |                       |    |    |    |    |     |    |    |    |    |    |    |    |    |    |    |    |    |     |    |    |    |    |    |    |     |
| Bobsleigh                            |                       | FIBT                  |    |    | 1  | 1  | 2   | 2  | 2  | 2  | 2  |    | 2  | 2  | 2  | 2  | 2  | 2  | 2  | 2   | 2  | 2  | 3  | 3  | 3  | 3  | 3   |
| Skeleton                             |                       | FIBT                  |    |    |    | 1  |     |    | 1  |    |    |    |    |    |    |    |    |    |    |     |    |    | 2  | 2  | 2  | 2  | 2   |
|                                      |                       |                       |    |    |    |    |     |    |    |    |    |    |    |    |    |    |    |    |    |     |    |    |    |    |    |    |     |
| Curling                              |                       | WCF                   |    |    | 1  |    | •   |    |    |    |    |    |    |    |    |    |    |    | •  | •   |    | 2  | 2  | 2  | 2  | 2  | 3   |
|                                      |                       |                       |    |    |    |    |     |    |    |    |    |    |    |    |    |    |    |    |    |     |    |    |    |    |    |    |     |
| Combinada nórdica                    |                       | FIS                   |    |    | 1  | 1  | 1   | 1  | 1  | 1  | 1  | 1  | 1  | 1  | 1  | 1  | 1  | 1  | 2  | 2   | 2  | 2  | 3  | 3  | 3  | 3  | 3   |
| Esquí acrobático                     |                       | FIS                   |    |    |    |    |     |    |    |    |    |    |    |    |    |    |    |    | •  | 2 • | 4  | 4  | 4  | 4  | 6  | 10 | 10  |
| Esquí alpino                         |                       | FIS                   |    |    |    |    |     | 2  | 6  | 6  | 6  | 6  | 6  | 6  | 6  | 6  | 6  | 6  | 10 | 10  | 10 | 10 | 10 | 10 | 10 | 10 | 11  |
| Esquí de fondo                       |                       | FIS                   |    |    | 2  | 2  | 2   | 3  | 3  | 4  | 6  | 6  | 7  | 7  | 7  | 7  | 7  | 8  | 8  | 10  | 10 | 10 | 12 | 12 | 12 | 12 | 12  |
| Salto en esquí                       |                       | FIS                   |    |    | 1  | 1  | 1   | 1  | 1  | 1  | 1  | 1  | 2  | 2  | 2  | 2  | 2  | 2  | 3  | 3   | 3  | 3  | 3  | 3  | 3  | 4  | 4   |
| Snowboard                            |                       | FIS                   |    |    |    |    |     |    |    |    |    |    |    |    |    |    |    |    |    |     |    | 4  | 4  | 6  | 6  | 10 | 10  |
|                                      |                       |                       |    |    |    |    |     |    |    |    |    |    |    |    |    |    |    |    |    |     |    |    |    |    |    |    |     |
| Hockey sobre hielo                   |                       | IIHF                  |    | 1  | 1  | 1  | 1   | 1  | 1  | 1  | 1  | 1  | 1  | 1  | 1  | 1  | 1  | 1  | 1  | 1   | 1  | 2  | 2  | 2  | 2  | 2  | 2   |
| Luge                                 |                       | FIL                   |    |    |    |    |     |    |    |    |    |    | 3  | 3  | 3  | 3  | 3  | 3  | 3  | 3   | 3  | 3  | 3  | 3  | 3  | 4  | 4   |
|                                      |                       |                       |    |    |    |    |     |    |    |    |    |    |    |    |    |    |    |    |    |     |    |    |    |    |    |    |     |
| Patinaje artístico                   |                       | ISU                   | 4  | 3  | 3  | 3  | 3   | 3  | 3  | 3  | 3  | 3  | 3  | 3  | 3  | 4  | 4  | 4  | 4  | 4   | 4  | 4  | 4  | 4  | 4  | 5  | 5   |
| Patinaje de velocidad                |                       | ISU                   |    |    | 5  | 4  | 4 • | 4  | 4  | 4  | 4  | 8  | 8  | 8  | 8  | 9  | 9  | 9  | 10 | 10  | 10 | 10 | 10 | 12 | 12 | 12 | 14  |
| Patinaje de velocidad en pista corta |                       | ISU                   |    |    |    |    |     |    |    |    |    |    |    |    |    |    |    |    | •  | 4   | 6  | 6  | 8  | 8  | 8  | 8  | 8   |
| Competiciones totales                | Competiciones totales | Competiciones totales |    |    | 16 | 14 | 14  | 17 | 22 | 22 | 24 | 27 | 34 | 35 | 35 | 37 | 38 | 39 | 46 | 57  | 61 | 68 | 78 | 84 | 86 | 98 | 102 |

### Deportes de exhibición
Los siguientes deportes han sido de exhibición en los Juegos Olímpicos de Invierno en los años mostrados, pero nunca han sido incluidos en el programa olímpico oficial:
| - Ballet en esquí (1988 y 1992) - Bandy (1952) - Carrera de trineos con perros (1932) - Esquí alpino paralímpico (1984 y 1988) | - Esquí de fondo paralímpico (1988) - Esquí de velocidad (1992) - Ice stock sport (1936, 1964) - Patrulla militar (1928, 1936 y 1948) | - Pentatlón de invierno (1948) - Skijöring (1928) |

La patrulla militar se considera como una competición de biatlón en los Juegos de 1924. El ballet en esquí es una competición de exhibición dentro del esquí acrobático.

## Deportes no olímpicos
Los siguientes deportes, aunque no están incluidos en el programa oficial de los Juegos Olímpicos, están reconocidos como deportes por el COI:
| - Ajedrez - Animación - Automovilismo - Baile deportivo - Breaking * - Bandy - Billar - Bowling - Bridge - Croquet * | - Deportes aeronáuticos - Deportes de bolas - Deportes subacuáticos - Esquí acuático - Esquí de travesía - Floorball - Fútbol americano - Juego de la soga * - Karate * - Korfbal | - Levantamiento de potencia - Montañismo - Motociclismo - Motonáutica * - Muay Thai - Netball - Orientación - Pádel - Pelota vasca * - Polo * | - Raquetbol * - Roque * - Rugby * - Salvamento y socorrismo - Sumo - Ultimate Frisbee - Wushu |

* Deportes que alguna vez fueron incluidos dentro de los Juegos Olímpicos, pero que actualmente han sido retirados.
** Deportes que serán incluidos en ediciones futuras.